# 澳洲棕鯻
澳洲棕鯻（學名：Pelsartia humeralis）是棕鯻屬的唯一一種，為輻鰭魚綱日鱸目鯻科的一屬，傳統上歸類於鱸形目。

## 分布
本魚分布於東印度洋澳洲海域。

## 特徵
本魚體成紡錘型，側扁，體色為銀灰色，額頭具有深色斑塊，體側中央有3條粗的深色橫紋，全身散布深色的斑點，體長可達38公分。

## 習性
成魚棲息在沿海底中層水域，屬雜食性，成魚會保護卵並搧動魚鰭提供足夠的氧，生活習性不明。